# Lepe
Lepe er en by og kommune i det sydvestlige Spanien i provinsen Huelva. Den har et indbyggertal på 29.241 (2024) indbyggere.